# 大塚榛山
大塚 榛山（おおつか しんざん、明治4年4月15日（1871年6月2日） - 昭和19年（1944年）2月5日）は、日本の日本画家、南画家、壁画家、日本美術研究家。群馬県吾妻郡荻生村（現在の東吾妻町）出身。
南画の大家だった滝和亭に弟子入りし、腕を磨く。法隆寺金堂壁画の修復などを手がけ、評判となった。この名声が広がり、吉野神宮、高野山などから招かれ、壁画の修復にあたった。また、細金法研究の第一人者としても知られた。